# TVR Timișoara
TVR Timișoara или Televiziunea Română Timișoara (с рум. — «Румынское телевидение — Тимишоара») — региональный румынский телеканал города и жудеца Тимишоара и близлежащих окрестностей, запущенный 17 октября 1994. Подчиняется руководству Третьей программы Румынского телевидения. Вещает на территории городов и жудецов Тимишоара, Арад, Караш-Северин и Хунедоара.

## История
Открытие региональной телестудии в Тимишоаре состоялось 17 октября 1994: к тому моменту в Румынии были региональные студии Румынского телевидения в Клуже (основана в 1990 году) и Яссах (основана в 1991 году). Первоначально объём вещания не превышал 35 минут в неделю.
25 января 2002 произошёл очередной сдвиг в региональном телевидении Румынии: объём вещания повысили до 2 часов. Вещание региональных телеканалов стало вестись с 18 до 20 часов на частоте телеканала TVR2. С 19 марта 2007 началось спутниковое вещание: для Тимишоары его осуществляет спутник SESAT.
В наземных цифровых сетях с 1 мая 2007 телестудия Тимишоары занимает 57-й канал. Она выпускает в эфир фильмы и программы собственного производства, а также передачи с TVR1, TVR2, TVRi и TVR Cultural. С 10 ноября 2008 подчиняется руководству третьего телеканала TVR3.
Сетевыми партнёрами Румынского телевидения Тимишоары являются следующие телеканалы:
- Нови-Садское телевидение, Радио и телевидение Панчево, Банат
- MTV Szeged
- Закарпатская областная государственная телерадиокомпания «Тиса 1»

Телеканал участвовал во множестве румынских и международных фестивалей телевидения, отмечен более чем 120 наградами.